# Lee Ki-hyung (taekwondo)
Voir Lee Ki-hyung pour le footballeur sud-coréen
Dans ce nom coréen, le nom de famille, Lee, précède le nom personnel.
Lee Ki-hyung né le 28 novembre 1951 à Seoul (Corée du Sud)  et mort le 9 janvier 2004 à Lima (Pérou) fut un taekwondoïste Sud-Coréen.

## Biographie
Après son titre mondial en 1973, il part ensuite en Colombie et au Pérou pour y développer la pratique du Taekwondo.
Chaque année se tient au Pérou une compétition poomsee/combats internationale nommée « coupe Ki Hyung Lee » en son honneur.

## Palmarès

### Compétition Mondiale Internationale

#### Championnats du Monde
- en 1973 à Séoul en Corée du Sud dans la catégorie des légers